# Gáspár Boldizsár
Gáspár Boldizsár är en ungersk kanotist.
Han tog bland annat VM-brons i C-1 1000 meter i samband med sprintvärldsmästerskapen i kanotsport 1989 i Plovdiv.